# Capitellides jonesi
Capitellides jonesi är en ringmaskart som beskrevs av Hartman 1959. Capitellides jonesi ingår i släktet Capitellides och familjen Capitellidae. Inga underarter finns listade i Catalogue of Life.